# Ремболд I фон Изенбург (фогт на Трир)
Ремболд I фон Изенбург (на немски: Rembold I von Isenburg; * ок. 1092; † сл.1121) e граф на Изенбург и фогт на Трир.

## Биография
Той е син на граф Ремболд фон Изенбург († 1072), основателят на графския род Изенбург във Вестервалд, и внук на граф Герлах I фон Нидерлангау († 1018).
Ремболд I се жени за дъщеря на граф Лудвиг фон Арнщайн (* ок. 1040) и съпругата му Гуда фон Цутфен.

## Деца
Ремболд I има децата:
- Герлах (III) († сл. 1142/1147), граф на Изенбург и фогт на Трир
- Лудвиг, каноник в Трир (1141)
- Ремболд II († ок. 1162), граф 1159
- Зигфрид (* 1142; † сл. 1142), женен за Юстина фон Кемпених († сл. 1152)
- Хедвиг или Кунигунда († сл. 1178), омъжена за граф Еберхард I фон Сайн († 1176)